# Budapest Wolves Ladies

Budapest Wolves-logó

A Budapest Wolves Ladies az első magyarországi női amerikaifutball-csapat, a Budapest Wolves női tagozata. A Wolves Ladies az AFBÖ Ladies Cupban (később AFL Division Ladies), az osztrák női bajnokságban szerepel 2008 óta. Az első bajnokságukban a Vienna Vikings Ladies és a Graz Black Widows csapata mögött a harmadik helyen végzett három vereség, egy győzelem arányában. A 2009-es alapszakaszban szerzett győzelmükkel maradandót alkottak, amikor megverték a bajnok Vienna Vikings Ladies csapatát, akiknek 2003 óta ez az egyetlen bajnoki veresége (mely sorozat 2023-ban még érvényes).

## Történet
A csapat 2006. június 29-én alakult meg hivatalosan a Budapesti American Football Club (új nevén: Budapesti Farkasok Amerikaifutball KE) részeként. 2008-ban vett részt a Wolves Ladies először hivatalos bajnoki mérkőzésen az Austrian Football Division Ladies osztrák női ligában, ahol három vereséget és egy győzelmet értek el első évükben. A 2009-ben már jóval dominánsabb játékot felmutatva a döntőbe jutott a Wolves Ladies, ahol is a Vienna Vikings Ladiestől szenvedtek vereséget 70:50 arányban.
A csapat 2011-ben, 2012-ben és 2016-ban is eljutott az AFDL döntőjébe (Ladies Bowl), de mindháromszor vereséget szenvedett a Vienna Vikings Ladiestől (2011: 27:12, 2012: 55:0, 2016: 31:0).

## Szervezeti háttér
A hátteret adó sportegyesület 2004-ben alakult Budapesti American Football Club Egyesület néven. 2009 óta az egyesület neve Budapesti Farkasok Amerikaifutball Közhasznú Egyesület (Budapesti Farkasok AFKE), székhelye 1204 Budapest, Tátra tér (Új Piaccsarnok) I/15-16. Az egyesületet 5 fős elnökség irányítja, melynek elnöke Hubay Mátyás.